# Белорусский язык
Белору́сский язы́к (самоназвание — белару́ская мо́ва) — один из восточнославянских языков славянской группы индоевропейских языков, национальный язык белорусского народа.
Белорусский язык — государственный язык Республики Беларусь (наравне с русским языком), вспомогательный язык некоторых муниципалитетов Польши, официальный язык Союзного государства (наравне с русским языком).
Общее число владеющих — примерно 7 миллионов человек.
Имеет два варианта языковой нормы: доминирующая официальная (наркомаўка) и альтернативная (тарашкевіца), кодифицированная в 2005 году. Для записи белорусского языка используется кириллический белорусский алфавит, реже и неофициально — белорусский латинский алфавит.

## Название
Лингвоним «белорусский язык» соотносится с древним этнонимом и топонимом «Белая Русь». В разное время, наряду с названием «русский», были употребительны такие лингвонимы, как «литвинский», «западнорусский» и «кривичский». Первый был образован от политонима «литвины» — жители Великого княжества Литовского, второй возник от топонима «Западная Русь». Название же «кривичский язык» появилось в XIX веке: его использовал, в частности, Вацлав Ластовский. В первой половине XX века лингвоним «западнорусский» стал архаичным и перешёл в разряд лексических историзмов.

## Лингвогеография

### Социолингвистические сведения
По данным переписи населения Беларуси 2009 года, родным белорусский язык указали 4 841 319 человек, назвавших себя белорусами, а также 217 015 представителей других национальностей (из них 171 287 поляков), что в сумме составляет 53,22 % населения республики. Кроме того, 1 009 935 назвавших себя белорусами указали белорусский как второй язык, которым они свободно владеют, 271 778 человек других национальностей также указали белорусский как второй язык (в их числе 181 091 русских), что в сумме составляет 13,49 % населения республики. Таким образом, в Беларуси в 2009 году белорусский язык родным назвали 5 058 334 человек, кроме того 1 281 713 человек владели белорусским языком как вторым, в сумме это составило 6 340 047 человек, свободно говорящих по-белорусски. Несмотря на то, что 2/3 населения республики заявили о свободном владении белорусским языком, количество жителей страны, утверждающих, что они разговаривают по-белорусски дома, составило 2 073 853 человек, назвавших себя белорусами, и 153 271 других национальностей (в том числе 120 378 поляков), что составляет в сумме 23,43 % всего населения Беларуси. То есть почти 2/3 населения, владеющих белорусским языком, дома на этом языке не разговаривают. По сравнению с 1999 годом эти цифры отражают тенденцию снижения использования белорусского языка, по результатам предыдущей переписи белорусский язык считали своим родным 73,6 % жителей страны, а в семьях на нём общались 37 %.
По данным Национального статистического комитета Беларуси, по состоянию на 21 февраля 2013 года, в республике на белорусском языке в школах обучались 151 тыс. учащихся, или 16,4 % всех школьников. В детских садах на белорусском языке обучались 11,4 % детей, на белорусском и русском — 3,8 %. В учреждениях среднего образования обучались на белорусском языке 1,4 тыс. учащихся (0,9 %), на русском и белорусском — 22 тыс. (14,6 %). В вузах на белорусском языке обучались 0,7 тыс. студентов (0,2 %), на русском и белорусском — 160 тыс. (37,4 %).
Некоторые социологические исследования, ставящие целью определение того, каким языком пользуются белорусы, показывают, что 34 % белорусов заявляли о свободном владении ими белорусским языком, но лишь около 6 % белорусов говорят, что постоянно пользуются белорусским языком, почти 74 % постоянно пользуются русским, а 21 % не пользуются белорусским языком вообще.
В конце 1990-х отмечено сокращение тиража белорусских изданий (за 1998—1999 год на 27,8 %). За 2000—2013 годы число ежегодно издаваемых книг и брошюр на белорусском языке в абсолютном выражении выросло с 761 до 1153 (в относительном — с 9,9 % до 10,08 %), а их совокупный тираж уменьшился с 5,9 до 3,9 млн экземпляров (в относительном выражении — вырос с 9,58 % до 12,42 %). Число журналов и прочих периодических изданий на белорусском языке за этот же период увеличилось с 111 до 133, сократившись с 31,36 % до 14,44 % от общего их числа. Их годовой тираж сократился с 4,3 до 2,4 млн экземпляров, а их доля в тираже всех журналов сократилась в 8 раз, с 25,75 % до 3,17 %. Число газет, издаваемых на белорусском языке, сократилось за 2000—2013 с 202 до 189 (с 33,11 % до 28,9 % от общего числа газет). Их разовый тираж сократился с 1,8 до 1,2 млн экземпляров, а годовой тираж — с 215,6 до 121,3 млн экземпляров (с 33,93 % до 26,66 %).
Социологическая Лаборатория «Новак» в июне 2014 года по заказу «Союза Белорусских писателей» провела исследование, установив, что 99,4 % респондентов читают художественную литературу на русском языке, предпочитают литературу на русском языке 93,7 % опрошенных и 5 % предпочитают литературу на белорусском языке.
Дорожные указатели и названия населённых пунктов на них написаны преимущественно на белорусском, однако в некоторых районах республики встречаются указатели на русском языке (например, в Верхнедвинском и Глубокском районах Витебской области).
В 2010 году руководство республики объявило о планах расширить употребление белорусского языка. Президент Лукашенко заявил: «Государство, как никто другой, ощущает свою ответственность за развитие белорусского языка и является гарантом сохранения целостности и единства его современных литературных норм. Правительством утверждён план мероприятий по популяризации и расширению сферы использования белорусского языка в жизни общества, разработанный с учётом предложений государственных структур, неправительственных организаций, учёных и деятелей культуры», будет преподаваться специальная лексика на белорусском языке, увеличатся мероприятия, связанные с белорусским языком, в школах и вузах, будут созданы белорусскоязычные журналы и сайты правительственных органов.
В 2011 году по причине низкой востребованности среди потенциальных абитуриентов ряд вузов значительно сократил набор на специальности, связанные с белорусским языком (в частности, в Белорусском государственном педагогическом университете из шести специальностей белорусской филологии были закрыты четыре). Также стало известно, что курс «Белорусский язык: профессиональная лексика» может быть исключён из учебных программ нефилологических специальностей. В начале 2012 года министр культуры Павел Латушко обратил внимание на то, что предложенные меры по популяризации белорусского языка не выполняются в полной мере. В марте 2012 года была опубликована служебная записка, в которой утверждалось, что во исполнение поручений президента председателю Брестского облисполкома надлежит «принять конкретные меры по недопущению проведения руководителями государственных органов, иных организаций политики принудительной белорусификации и искусственного сокращения использования русского языка в их деятельности», а также утверждалось, что автор данной докладной записки подтвердил подлинность документа.
Положение дел с языком в Беларуси иногда сравнивается с положением в Ирландии. Это государство давно избавилось от какой-либо политической зависимости от Великобритании, но главным государственным языком Ирландии по-прежнему остаётся английский. Ирландский язык также является государственным, но его поддерживает в этой роли лишь часть интеллигенции.
Согласно переписи населения 2019 года, белорусский язык считают родным 5,094 млн человек (это примерно 53,2 % населения). Однако разговаривают на нём дома и в повседневной жизни 2,447 млн (только 26 %). По сравнению с 2009 годом эти цифры немного выросли.
В начале 2020-х отмечалось некоторое увеличение популярности языка. В 2022/2023 учебном году Академией образования было проведено исследование среди выпускников школ. Как указано, более 90 % из них считают белорусский родным, около 25 % считают его изучение «показателем патриотизма и гражданственности». Как добавил заведующий сектором сопровождения национального исследования качества образовании Вячеслав Короткевич, «среди молодёжи родная мова становится всё более популярной, потому что является маркером интеллигентности». Мнение учёного поддержала и главный редактор общественно-политического и литературно-художественного журнала «Бярозка» Янина Королёва. По её мнению, белорусский у молодёжи в тренде. Эти сведения дополняются данными о посещении белорусской Википедии в 2019—2023 годах, опубликованными изданием «Наша Ніва». Наблюдался двоекратный, а на некоторых статьях — трёх- и четырёхкратный рост. В числе наиболее посещаемых — статьи о белорусских литераторах, всплески на которых происходят одновременно с прохождением их произведений в школьной программе. Редакторы энциклопедии отмечали, что раньше такого не было, предполагая, что причинами роста популярности белорусского раздела стали события августа 2020 года и увеличение качества содержания.
По данным Национального статистического комитета Республики Беларусь, в 2024/25 учебном году из 1 080 159 учащихся в дневных учреждениях общего среднего образования Беларуси 88 885 (8,23 %) обучались на белорусском языке, тогда как 991 274 (91,77 %) — на русском.
- Белорусский язык как язык домашнего общения (по данным переписи населения 2009 года)
- Всё население
- Городское население (в Могилёвском районе нет городского населения)
- Сельское население

### Официальный статус
Белорусский язык является государственным в Республике Беларусь наряду с русским.
В Польше по данным на 2019 год белорусский язык имеет статус вспомогательного языка наряду с официальным польским в 5 гминах на юго-востоке Подляшского воеводства:
- в городской гмине Хайнувка (Гайнаўка) — с 3 декабря 2007 года;
- в гмине Орля (Орля) — с 7 мая 2009 года;
- в гмине Наревка (Нараўка) — с 16 июня 2009 года;
- в гмине Чиже (Чыжы) — с 8 февраля 2010 года;
- в сельской гмине Хайнувка (Гайнаўка) — с 28 мая 2010 года.

### Диалекты
Белорусский народно-диалектный язык подразделяется учёными на два основных диалекта: северо-восточный диалект и юго-западный, разделённых переходными среднебелорусскими говорами. Говоры белорусского народно-диалектного языка отличаются друг от друга характером аканья, наличием твёрдого «р» во всяком положении, или в известных только условиях, или смешением твёрдого «р» с мягким, наличием или отсутствием дифтонгов, дзеканья и цеканья, смешения «ч» и «ц» и т. д., а также представляют смешанные говоры по соседству с украинскими, северо- и южнорусскими.
Огромный вклад в изучение особенностей говоров белорусского языка внёс академик Российской Императорской Академии наук Евфимий Карский. После окончания Второй мировой войны Институтом языкознания Академии наук БССР совместно с Белорусским государственным университетом и педагогическими институтами советской республики было организовано подробное и систематическое изучение говоров белорусского языка в государственных границах БССР. На основе собранных материалов был составлен подробный «Диалектический атлас белорусского языка».
Очень распространено явление, называемое «трасянкой» и представляющее собой бытование различных форм языка с преимущественно русской лексикой, но белорусской грамматикой и фонетикой. Трасянка образовалась в результате смешения народно-диалектного белорусского языка с современным русским литературным языком. Отмечается, что из устной речи трасянка проникает и в публицистику. Литературный белорусский используется главным образом городской интеллигенцией; большая часть городского населения пользуется русским литературным языком.

#### Классификация белорусских диалектов
Для белорусского языка выделяют следующие основные группы диалектов:
- Северо-восточный диалект — Витебская область, северо-восток и центральная часть Могилёвской области
  - Полоцкая группа говоров — западная и центральная части Витебской области и северо-запад Могилёвской области
  - Витебско-могилёвская группа говоров
    - Витебские говоры — восток Витебской области
    - Восточно-могилёвские говоры — восток и часть центра Могилёвской области
- Среднебелорусские говоры — полоса через север Гродненской, центр Минской, юго-запад Могилёвской и северо-восток Гомельской областей
- Юго-западный диалект — Гродненская область, юг Минской области и Гомельской области
  - Гродненско-барановичская группа говоров — Гродненская область и север Брестской области
  - Слуцко-мозырская группа говоров
    - Слуцкие говоры — юг и юго-восток Минской области, Гомельской области
    - Мозырские говоры — юг Гомельской области
- Западнополесская группа говоров — юго-запад Брестской области

## Письменность
Литературный язык Великого княжества Литовского унаследовал от древнерусского языка кириллическую письменность. В XVI веке вклад в развитие кириллицы внёс Франциск Скорина, применив кириллический алфавит в своих печатных книгах. Скорина внёс изменения в кириллическую графику: под влиянием антиквы и некоторых западнорусских почерков он придал буквам более округлую и лёгкую форму, а от некоторых архаических дублетных букв кириллицы либо отказался вовсе, либо существенно снизил частоту их использования по сравнению с церковнославянским письмом. В конце XVIII века, после разделов Речи Посполитой, на территории современной Беларуси утвердился гражданский шрифт.
В XIV—XV веке на землях Великого княжества Литовского поселились крымские татары. Со временем они утратили свой язык и начали пользоваться старобелорусскими говорами. Этот язык стал для них не только разговорным, но и литературным: татары создавали рукописные книги китабы с помощью белорусского арабского алфавита. В китабах последовательно передаются фонетические особенности белорусского языка того времени, которые в кириллических памятниках фиксировались нерегулярно.
После Люблинской унии Великое княжество Литовское вошло в состав Речи Посполитой, и на его землях усилилось влияние польского языка и латыни. Западнорусский язык, наоборот, утрачивал свои позиции и был вытеснен из официальной сферы. Польское влияние не минуло и графику: в конце XVII — начале XVIII на основе польского алфавита сформировалась латинская письменность (лацінка), которая существовала параллельно с кириллической.
В период становления нового белорусского литературного языка в XIX веке преобладало использование латиницы. Бытовые письма середины XIX века записаны преимущественно латинским алфавитом, в том числе составленные православным авторами. На латинице написан самый ранний из известных списков «Энеиды наизнанку» (около 1837 года), сочинения Дунина-Марцинкевича и Богушевича, газета Калиновского «Мужицкая правда».
В апреле 1859 года цензура Российской Империи постановила, «чтобы сочинения на малороссийском наречии, писанные собственно для распространения их между простым народом, печатались не иначе, как русскими буквами, и чтобы подобные народные книги, напечатанные за границею польским шрифтом, не были допускаемы к ввозу в Россию». Спустя несколько месяцев запрет был распространён и на «наречие белорусское»: причиной стал белорусский перевод поэмы «Пана Тадеуша» Адама Мицкевича, выполненный Дуниным-Марцинкевичем и напечатанный латинским шрифтом. В соответствии с решением Главного управления цензуры, подготовленная книга не была выпущена в свет. Поэтому во второй половине XIX — начале XX века многие белорусские книги издавались либо нелегально, либо печатались за границей: в Париже, Женеве, Лондоне, Тильзите и других городах.
Справочник «Кніга Беларусі 1517—1917: Зводны каталог» перечисляет 49 изданий на белорусском языке, опубликованных в 1801—1905 годах, из которых 27 были набраны латинским шрифтом, 22 — кириллическим. Также в тот же период было подготовлено 30 двуязычных белорусско-польских изданий на латинице и 112 двуязычных белорусско-русских изданий на кириллице.
События Первой русской революции вынудили российские власти пойти на либерализацию в различных сферах общественной жизни. 24 ноября 1905 года вступил в силу закон о свободе печати, который в том числе позволял публиковать художественные произведения на белорусском языке. С 1906 количество публикаций на белорусском языке возросло, причём не менее 30 изданий выходили как на кириллице, так и на латинице. В частности, в обеих графиках выходили первые белорусские легальные газеты «Наша доля» и «Наша нива», книги Змитрока Бядули, Дунина-Марцинкевича, Коласа. В 1911—1912 году на страницах «Нашей Нивы» состоялась дискуссия, в которой большинство читателей высказались в поддержку гражданского шрифта. В то же время стала увеличиваться доля книг, издаваемых на кириллице. По данным справочника «Кніга Беларусі 1517—1917: Зводны каталог», в период с 1906 по 1917 год было подготовлено 84 белорусскоязычных издания латинским шрифтом и 129 — кириллическим (включая 30 материалов, изданных в обоих алфавитах). За тот же период было подготовлено два двуязычных белорусско-польских издания латинским шрифтом и 30 белорусско-русских изданий кириллическим шрифтом.
До 1906 года орфография белорусского языка никак не регулировалась, не существовало нормативных словарей. Первые орфографические правила сформировались в белорусских издания в 1906—1915 году после введения закона о свободе печати. Эти нормы, однако, не были чётко сформулированы и проиллюстрированы и потому часто нарушались. В 1917 году братья Язеп и Антон Лёсики опубликовали справочник «Як правільна пісаць па-беларуску» латинским шрифтом, а в 1918 году — книгу «Беларускі правапіс». В это же время были изданы «Беларуская граматыка» Болеслава Пачопки, «Просты спосаб стацца ў кароткім часе граматным» Рудольфа Абихта и Яна Станкевича. В 1918 была опубликована «Белорусская грамматика для школ» Бронислава Тарашкевича, наиболее значительная и проработанная грамматика белорусского языка. Первое издание было выполнено в латинской графике, через несколько недель вышел кириллический вариант. Последующие издания грамматики Тарашкевича, публиковавшиеся до 1943 года, напечатаны только кириллицей, хотя в них и упоминается существование латинского алфавита. На территории Западной Белоруссии латинский алфавит использовался параллельно с кириллицей до 1939 года.
В 1920-х годах в связи с проведением политики белорусизации сфера применения белорусского языка и интенсивность его использования существенно выросли. В изменившихся условиях обнаружились проблемы грамматики Тарашкевича: недостаточная проработка некоторых вопросов орфографии и избыточная сложность отдельных правил. Проблема стала более актуальной, когда белорусский язык получил статус государственного языка БССР. В 1925—1926 годах в печати состоялась дискуссия о нерешённых проблемах орфографии и графики. Поднятые вопросы обсуждались на Академической конференции по реформе белорусского правописания и азбуки в 1926 году. Во время открытии конференции в её президиум было передано предложение официально ввести в БССР латинский алфавит в дополнение к кириллическому. Предложение было подписано 40 участниками конференции, в том числе Всеволодом Игнатовским, Максимом Горецким, Степаном Некрашевичем, Якубом Коласом и Дмитрием Жилуновичем. Тем не менее, на самой конференции обсуждение белорусской латиницы не поднималось. С октября 1927 года по апрель 1929 года при Инбелкульте функционировала орфографическая комиссия, в результате её работы в 1930 году вышло издание «Беларускі правапіс (праект). Апрацаваны Правапіснай Камісіяй БАН», содержащее 17 орфографических правил. Проект реформы, однако, не был осуществлён. В 1930 году в Белоруссии было организовано дело «Союза освобождения Белоруссии» против белорусской интеллигенции, обвинённой в национал-демократии, контрреволюционной и антисоветской деятельности. Было арестовано более 100 деятелей культуры и науки БССР, в том числе многие члены орфографической комиссии.
Поскольку необходимость в новых правилах орфографии оставалась, в марте 1930 года в Институте языкознания началась работа над новым проектом. Включающий 84 правила справочник был завершён в 1933 году. После обсуждений на заседаниях Народного комиссариата просвещения и на встречах с деятелями науки, литературы и образования в проект были внесены дополнительные изменения. Итоговый материал лёг в основу постановления Совета народных комиссаров Белорусской ССР «Об изменениях и упрощении белорусского правописания» (бел. Аб зменах i спрашчэнні беларускага правапіса) от 26 августа 1933 года. В 1934 году был издан подробный свод правил «Правапіс беларускай мовы». Реформа 1933 года — неоднозначное явление в истории белорусского языкознания. С одной стороны, она позволила реализовать достижения белорусской лингвистики XX годов и обеспечить язык систематизированной орфографией. С другой стороны, реформа тесна связана с политическим контекстом: государство занималось борьбой с национал-демократами, сближением народов и культур, и потому реформированное правописание не стремилось подчеркнуть национальную специфику белорусского языка, а наоборот, сближала орфографию с русской письменной традицией. Реформа не была принята белорусской эмиграцией, противопоставление дореформенного («тарашкевица») и пореформенного («наркомовка») вариантов сохраняется и в настоящее время.
В настоящее время белорусский латинский алфавит изредка применяется в негосударственных изданиях и в Интернете, также на его основе построена схема транслитерации белорусского алфавита латиницей.

### Орфография

#### Современные алфавиты белорусского языка
| А а | Б б | В в   | Г г* | Д д | (Дж дж) | (Дз дз) |
| Е е | Ё ё | Ж ж   | З з  | І і | Й й     | К к     |
| Л л | М м | Н н   | О о  | П п | Р р     | С с     |
| Т т | У у | Ў ў   | Ф ф  | Х х | Ц ц     | Ч ч     |
| Ш ш | Ы ы | (Ь) ь | Э э  | Ю ю | Я я     |         |

| A a   | B b | C c | Ć ć | Č č | D d   | Dz dz | Dź dź |
| Dž dž | E e | F f | G g | H h | Ch ch | I i   | J j   |
| K k   | L l | Ł ł | M m | N n | Ń ń   | O o   | P p   |
| R r   | S s | Ś ś | Š š | T t | U u   | Ŭ ŭ   | V v   |
| Y y   | Z z | Ź ź | Ž ž |     |       |       |       |

Существовал также белорусский арабский алфавит, который использовался польско-литовскими татарами.
В белорусской кириллице также используется знак апострофа (’) — после приставок, которые заканчиваются на согласную, перед «е», «ё», «ю», «я», ударным «і». Также апостроф ставится после «б», «в», «м», «п», «ф», заднеязычных «г», «к», «х», зубных «д», «т» и дрожащего «р» перед буквами «е», «ё», «і», «ю», «я». Запрещена замена буквы «ё» на «е» в письме. Сочетания букв «дж» и «дз» считаются диграфами. Используется неслоговая буква «ў», которая в связи со своей уникальностью считается белорусским национальным символом.

#### Правописание
В белорусской орфографии преобладает фонетический принцип. Основные отличия от русского языка в правописании сводятся к следующему:
- «О» сохраняется только под ударением, а при его отсутствии пишется «а» (аканье).
- «Ё» является обязательной буквой. Замена буквы «ё» на букву «е» недопустима.
- «Е» в первом предударном слоге чередуется с «я» (что соответствует способу произношения этих слов, яканью). Во втором, третьем и т. д. предударных слогах, а также и в подударном «е» сохраняется без изменения, причём из правила употребления «е» в подударных слогах есть ряд исключений.
- Вместо буквы «и» используется «і».
- Вместо русских «жи», «ши» всегда пишется «жы», «шы».
- Русскому «ци» соответствует белорусское написание «цы»; есть также мягкое «ці», которому частично соответствует русское «ти».
- Вместо русского «чи» всегда пишется «чы», что отражает твёрдость «ч» в белорусском языке ([t͡ʂ] вместо русского [t͡ɕ]).

В 1933 году была проведена реформа белорусского правописания, которая, по мнению ряда белорусских филологов и историков, искусственно приблизила белорусский язык к русскому. До орфографической реформы 1933 года были, в частности, следующие отличия:
- мягкость звуков «з», «с», «ц», «дз» в положении их перед мягким согласным обозначалась буквой «ь»;
- двойные (долгие) согласные, возникшие из сочетаний согласный + ј, разделялись мягким знаком, и лишь шипящие не имели этого разделения.

Реформа правописания 1933 года не была принята за пределами БССР, в том числе в Западной Белоруссии, что привело к появлению двух вариантов белорусской орфографии, которые продолжают сосуществовать и в настоящее время: один из них основан на орфографических изменениях реформы 1933 года (официальная орфография), второй имеет в своей основе правила орфографии литературной нормы белорусского языка, действовавшие до реформы правописания 1933 года (тарашкевица, классическое правописание).
Оба варианта орфографии в настоящее время кодифицированы и используются. До 1 сентября 2010 года использовались правила орфографии в редакции 1959 года (см. также правила орфографии и пунктуации 2008 года). Новая орфография, в редакции 2010 года, является современным официальным правописанием, а в отношении тарашкевицы в 2005 году была сделана попытка современной нормализации. Тарашкевица используется некоторой частью белорусскоязычной интеллигенции, белорусской диаспорой, белорусскоязычными пользователями в Интернете. Основные различия между тарашкевицей и официальной орфографией белорусского языка можно свести к различиям в орфографии и фонетической передаче заимствований, но часто сторонники того или иного варианта правописания используют определённую лексику или словообразование, что может послужить отнесению определённой лексики, наиболее часто употребляемой с той или иной орфографией, к особенностям этой орфографии.

## История языка
Предыстория:
- праславянский (также: общеславянский) народно-диалектный язык (до VI века н. э.);
- древнерусский (также: общевосточнославянский) народно-диалектный язык (VI в. — XIV в.);
- старославянский (также: церковнославянский, древнерусский извод старославянского языка) литературно-письменный (IX—XXI вв.);
- западнорусский язык

Самостоятельная история:
- белорусский народно-диалектный язык (XIV—XXI вв.), в основном разговорный язык сельских жителей и фольклора;
- старобелорусский литературно-письменный (также известен как западнорусский литературный язык; XIV—XVIII вв.):
  - канцелярский письменный язык в Великом княжестве Литовском (XIV—XVII в.);
  - постепенная замена западнорусского литературно-письменного языка польским (вторая половина XVII в. — XVIII в.);
- белорусский литературный язык (XIX—XXI вв.);
  - формирование литературы, кодификация грамматики (XIX в. — начало XX в.)[13];
  - всестороннее развитие современного литературного языка (XX—XXI вв.).

В славистике общепринято, что разделение разговорных народно-диалектных русского, украинского и белорусского языков произошло приблизительно в XIV веке.
На формирование белорусского языка повлияли говоры древних радимичей, дреговичей, смоленских и полоцких кривичей и, возможно, северян. Определённую субстратную роль сыграли говоры балтов — ятвягов, пруссов и др.
К XIV веку в Великом княжестве Литовском, Русском и Жамойтском сформировался западнорусский литературно-письменный язык, который сегодня в белорусской и, частично, в российской лингвистике называют старобелорусским языком. В таком виде он получил значение официального письменного языка Великого княжества Литовского и сохранял свой государственный статус до 1696 года. В нём имеется ряд черт, сближающих его как с белорусскими говорами, так и с украинскими и польскими (степень польских, белорусских и украинских черт зависит от конкретного памятника); в период своего существования он был широко известен как «рус(ь)кий е(я)зык» или «проста мова». В филологической и исторической литературе советского времени и в современной белорусской литературе он известен как «старобелорусский язык».
На западнорусском литературном языке был написан огромный корпус текстов: Вислицкий статут (1423—1438 г.), Статут Казимира Ягайловича (1468 г.), Статут Великого княжества Литовского (его первая (1529 г.), вторая (1566 г.) и третья (1588 г.) редакции), Трибунал Великого княжества Литовского (1581 г.), большинство документов из почти 600-томного государственного архива (Метрики) Великого княжества Литовского, различные юридические документы (завещания, права на собственность, подтверждения шляхетства, описи шляхетских имений и др.) На него переводили св. Писание (Франциск Скорина, Василий Тяпинский, Симон Будный и др.), общеевропейскую художественную литературу (Повесть о Тришчане, Повесть про Трою, Повесть про Баву, Повесть о Скандербеге и т. п.) и многое другое.
Подписание Люблинской унии между Великим княжеством Литовским и Польшей (1569 год) привело к постепенному устранению западнорусского письменного языка из государственного употребления (с заменой польским, который, в свою очередь, после разделов Речи Посполитой уступил место русскому); вместе с тем замирает и литературно-письменное творчество на западнорусском языке. Народно-диалектный разговорный белорусский язык по-прежнему продолжал быть языком сельских народных масс и фольклора, противостоя двум влияниям: великорусскому с востока и польскому с запада. Во второй половине XIX века появляются литературные произведения на современном белорусском литературном языке: «Энеида навыворот» Викентия Равинского, юмористическая стихотворная поэма Константина Вереницына «Тарас на Парнасе», литературные произведения Викентия Дунина-Марцинкевича, Винцента Каратынского, Константина Калиновского, Франциска Богушевича, Ольгерда Обуховича, Янки Лучины, Адама Гуриновича, Александра Ельского и других. Из-за разрыва письменной традиции в конце XVIII — начале XIX веков, современный белорусский литературный язык был создан в XIX веке заново на основе белорусских устно-разговорных народных диалектов, без непосредственной связи с литературно-письменной традицией западнорусского литературно-письменного языка. В основе современного белорусского литературного языка лежат среднебелорусские говоры, в которых совмещаются отдельные черты, присущие соседним говорам северо-восточного и юго-западного диалектов белорусского народно-диалектного языка.
После революции 1905 года власти Российской империи официально разрешили использовать белорусский язык для издания газет, журналов и книг. В науке до XX века белорусские говоры считались частью русского языка, со статусом самостоятельного наречия или нет: «белорусское наречие, на котором говорят белорусы, по фонетике и морфологии является отраслью акающего южновеликорусского говора» (С. К. Булич, Энциклопедия Брокгауза и Ефрона). Официальное признание и употребление в различных сферах жизнедеятельности современный литературный язык получил в основном после 1917 года. Грамматика для единообразного нормированного письма на современном белорусском литературном языке была издана в 1918 году преподавателем древнегреческого и латинского языков Петербургского университета Брониславом Тарашкевичем.
В 1920-е годы наряду с идишем, польским и русским языками белорусский был одним из официальных языков Белорусской Советской Социалистической Республики (некоторое время лозунг «Пролетарии всех стран, соединяйтесь!» был начертан на гербе БССР на всех четырёх языках). Затем белорусский язык фактически использовался как один из двух официальных языков БССР наряду с русским. В июле 1924 года в БССР началась политика белорусизации, которая продолжалась до осени 1928 года (до издания постановления ЦК КП(б)Б об усилении критики буржуазного национализма).
В 1933 году в БССР была проведена реформа белорусского правописания. Дореформенное правописание (тарашкевица), а также латинский алфавит продолжали использоваться в Западной Белоруссии (до 17 сентября 1939 года) и в эмиграции.
1 августа 1937 в «американке» — (СИЗО КГБ Беларуси) — были сожжены несколько десятков тысяч рукописей белорусской литературы, в том числе работы Вольного, Гартного, Дудара, Зарецкого, Кляшторного, Тарашкевича, Хадыки, Чарота. В одну ночь, с 29 на 30 октября 1937 г., было расстреляно больше 100 белорусских интеллигентов и деятелей культуры (Ночь расстрелянных поэтов). Из 570 литераторов, которые издавались в Беларуси в 1920—30-х, было репрессировано 460 (80 %). Среди ~2000 репрессированных тогда в СССР литераторов — это четверть. Население Беларуси составляло 5 % от населения всего СССР.
Послевоенная русификация Белоруссии привела к значительному ухудшению позиций белорусского языка во многих сферах общественной жизни республики и усилению роли русского языка.
Интерес государства к белорусскому языку восстановился в конце 1980-х во время перестройки под давлением белорусской городской интеллигенции. Проводились социологические и социолингвистические исследования, создавались общественные организации (важнейшая — Общество белорусского языка имени Франциска Скорины, организовано в 1989 году и зарегистрировано в 1991 году). 26 января 1990 года был принят закон «О языках в Белорусской ССР», придавший белорусскому языку статус единственного государственного языка в Беларуси. Закон о языке предполагал полный перевод документооборота на белорусский, за десятилетний переходный период, к 2000 году. «Белорусизация» прекратилась после проведённого в мае 1995 года референдума, на который было вынесено несколько вопросов, в том числе о придании русскому языку статуса государственного наравне с белорусским, что поддержало 83,3 % избирателей. Люди самого старшего поколения ещё пользуются белорусским народно-диалектным языком.
В 1999 году перепись населения показала, что 73,6 % граждан считают родным языком белорусский, а языком домашнего общения 37 %. При переписи 2019 года его назвали родным 54,1 % граждан, языком домашнего общения 26 %. Белорусский язык по классификации ЮНЕСКО является «уязвимым».

## Лингвистическая характеристика

### Фонетика

#### Гласные
Вокализм в белорусском языке представлен шестью гласными фонемами:
| Подъём  | Ряд            | Ряд       | Ряд       |
| Подъём  | Передний       | Средний   | Задний    |
| ------- | -------------- | --------- | --------- |
| Верхний | /і/ (/i/)      | /ы/ (/ɨ/) | /у/ (/u/) |
| Средний | /е/ (/ɛ/, /e̞/) |           | /о/ (/ɔ/) |
| Нижний  |                | /а/ (/a/) |           |

Качественно гласные звуки белорусского языка не отличаются от соответствующих гласных русского языка. В речи на характер звучания гласных влияет их расположение относительно ударения и качество соседних звуков. Основными фонетическими закономерностями в области гласных звуков является аканье и переход гласного /у/ после гласных в звук /ў/.

#### Согласные
Система консонантизма белорусского языка насчитывает 39 согласных фонем, среди которых в зависимости от источника звука выделяют две группы: сонорные и шумные согласные. В зависимости от участия голосовых связок шумные согласные дополнительно подразделяются на звонкие и глухие. По способу образования звука шумные согласные делятся на смычные, щелевые и смычно-щелевые. Сонорные согласные, в свою очередь, выделяют носовые, боковые и дрожащие, а также звуки /й/ и /ў/, не попадающие ни в одну из названных групп.
| по способу образования | по способу образования | по способу образования | по месту образования | по месту образования | по месту образования | по месту образования | по месту образования | по месту образования | по месту образования | по месту образования | по месту образования | по месту образования | по месту образования | по месту образования | по месту образования | по месту образования |
| по способу образования | по способу образования | по способу образования | губные               | губные               | губные               | губные               | переднеязычные       | переднеязычные       | переднеязычные       | переднеязычные       | переднеязычные       | переднеязычные       | переднеязычные       | дорсальные           | дорсальные           | дорсальные           |
| по способу образования | по способу образования | по способу образования | губно- губные        | губно- губные        | губно- зубные        | губно- зубные        | зубные               | зубные               | альвеолярные         | альвеолярные         | ретрофлексные        | ретрофлексные        | палатальные          | Лабиовелярные        | велярные             | велярные             |
| по способу образования | по способу образования | по способу образования | твёрдые              | мягкие               | твёрдые              | мягкие               | твёрдые              | мягкие               | твёрдые              | мягкие               | твёрдые              | мягкие               | мягкие               | твёрдые              | твёрдые              | мягкие               |
| ---------------------- | ---------------------- | ---------------------- | -------------------- | -------------------- | -------------------- | -------------------- | -------------------- | -------------------- | -------------------- | -------------------- | -------------------- | -------------------- | -------------------- | -------------------- | -------------------- | -------------------- |
| шумные                 | смычные                | глухие                 | /п/ (/p/)            | /п’/ (/pʲ/)          |                      |                      | /т/ (/t̪/)            |                      |                      |                      |                      |                      |                      |                      | /к/ (/k/)            | /к’/ (/kʲ/)          |
| шумные                 | смычные                | звонкие                | /б/ (/b/)            | /б’/ (/bʲ/)          |                      |                      | /д/ (/d̪/)            |                      |                      |                      |                      |                      |                      |                      | /ґ/ (/g/)            | /ґ’/ (/gʲ/)          |
| шумные                 | щелевые                | глухие                 |                      |                      | /ф/ (/f/)            | /ф’/ (/fʲ/)          | /с/ (/s̪/)            |                      |                      | /с’/ (/sʲ/)          | /ш/ (/ʂ/)            |                      |                      |                      | /х/ (/x/)            | /х’/ (/xʲ/)          |
| шумные                 | щелевые                | звонкие                |                      |                      | /в/ (/v/)            | /в’/ (/vʲ/)          | /з/ (/z̪/)            |                      |                      | /з’/ (/zʲ/)          | /ж/ (/ʐ/)            |                      |                      |                      | /г/ (ɣ)              | /г’/ (/ɣʲ/)          |
| шумные                 | аффрикаты              | глухие                 |                      |                      |                      |                      | /ц/ (/t͡s̪/)           | /ц’/ (t͡s̪ʲ)           |                      |                      | /ч/ (/t͡ʂ/)           |                      |                      |                      |                      |                      |
| шумные                 | аффрикаты              | звонкие                |                      |                      |                      |                      | /дз / (d͡z̪)           | /дз’/ (/d͡z̪ʲ/)        |                      |                      | /дж/ (/d͡ʐ/)          |                      |                      |                      |                      |                      |
| сонорные               | носовые                | носовые                | /м/ (m)              | /м’/ (/mʲ/)          |                      |                      | /н/ (/n̪/)            |                      |                      | /н’/ (nʲ)            |                      |                      |                      |                      |                      |                      |
| сонорные               | дрожащие               | дрожащие               |                      |                      |                      |                      |                      |                      | /р/ (/r/)            |                      |                      |                      |                      |                      |                      |                      |
| сонорные               | латеральные            | латеральные            |                      |                      |                      |                      |                      |                      | /л/ (/ɫ̪/)            | /л’/ (/lʲ/)          |                      |                      |                      |                      |                      |                      |
| сонорные               | аппроксиманты          | аппроксиманты          |                      |                      |                      |                      |                      |                      |                      |                      |                      |                      | /й/ (/j/)            | /ў/ (/w/)            |                      |                      |

В области согласных звуков выделяются следующие фонетические закономерности:
- чередование парных звонких и глухих согласных перед согласным, имеющих противоположный характер звонкости-глухости. Парные звонкие согласные перед глухим и на конце слова оглушаются, парные глухие согласные перед звонким озвончаются: гры[п]кі — гры[б]а, лё[х]ка — лё[г]енькі, про[з]ьба — пра[с]іць, ка[з]ьба — ка[с]іць, сто[х] — ста[г]і, во[с] — ва[з]ы;
- перед мягкими согласными парные твёрдые согласные чередуются с соответствующими мягкими согласными: ра[з’]біць — ра[з]даць, к вя[с’]не — вя[с]на, д[з’]ве — д[в]а;
- чередование свистящих и шипящих: [ш]шытак (сшытак), мые[c’]ся (мыешся);
- в конце слова или перед согласным звуки /в/, /в’/, /л/ после гласных переходят в /ў/: каро[ў]ка, каро[ў] — каро[в]а, паста[ў]лю — ста[в’]іць, шо[ў]к, во[ў]к;
- наличие долгих согласных /н’н’/, /л’л’/, /з’з’/, /с’с’/, /дз’дз’/, /цц/, /жж/, /шш/, /чч/ в позиции между гласными: насенне, голле, граззю, калоссе, суддзя, свацця, збожжа, узвышша, ноччу.

#### Ударение
Ударение в белорусском языке динамическое и свободное. Наиболее характерной особенностью ударного слога является протяжённость гласного звука. Ударный слог может находиться на любой позиции от первой до последней (ма́кавінка — паты́ліца — перане́сці — засумава́ць), а также выпадать на различные морфемы — корень (ве́зці), приставку (вы́везці), суффикс (сцяжы́нка), окончание (вязу́). При словоизменении ударение может переходить с одной морфемы на другую: дво́р — на двары́, вада́ — во́ды, хадзі́ць — выхо́дзіць и т. д.
Как правило, каждое знаменательное слово белорусского языка имеет одно ударение, однако в многосложных словах, состоящих из нескольких основ, возможно появление второго, дополнительного ударения. Обычно побочное ударение менее выразительно и приходится на первую часть слова (мно̀гакаляро́вы, ільно̀валакно́). В отличие от русского языка, белорусское ударение практически никогда не переходит с существительного на предлог (на ваду́, за ву́ха), редкие исключения — за́ нач, со́ сну.
Ударение в белорусском языке может различать слова по их лексико-грамматическому значению (па́мяць «память» — памя́ць «помять»), ка́ра «кара» — кара́ «кора», кава́лі «ковали» (глагол) — кавалі́ «кузнецы» (существительное) и т. д.), а также различать формы слов (сушы́ць «сушить» (инфинитив) — су́шыць «сушит» (личная форма), бра́там «братом» (творительный падеж, единственное число) — брата́м «братьям» (дательный падеж, множественное число) и т. п.). С помощью ударения возможна передача дополнительной эмоциональной (эмфатической) информации.

#### Орфоэпия
Закрепление орфоэпических правил белорусского литературного языка началось в XX веке. В конце XIX белорусский язык ещё не имел разработанной системы письма. Соответственно, отсутствовали и строгие нормы произношения, которые сформировались и закрепились значительно позднее, чем нормы правописания. Основу нормативного произношения белорусского литературного языка составляют среднебелорусские говоры, для которых характерны определённые общие черты (аканье, дзеканье и цеканье, использование фрикативного /ɣ/ и краткого /ў/, ассимилятивная мягкость и т. д.).
На развитие норм устной речи повлияло становление белорусской орфографии, в которой многие правила основаны на фонетическом принципе и соответствуют произношению. Определённую роль сыграло и расширение сферы использования устного литературного языка: в 1920 году открылся Белорусский государственный театр в Минске, в 1926 году — Второй белорусский государственный театр в Витебске, увеличилась численность учебных и культурно-просветительских учреждений. К 30-м годам XX века произошла стабилизация норм произношения белорусского устного литературного языка.

### Морфология

#### Общие сведения
Белорусский является синтетическим флективным языком. Белорусский язык характеризуется развитой системой словообразовательных средств. Наиболее распространён аффиксальный способ, основанный на использовании приставок, суффиксов, постфиксов и интерфиксов. Некоторые формы в белорусском языке образуются аналитически (буду чытаць «буду читать», больш прыгожы «более красивый»).
В белорусском языке выделяют десять частей речи, которые подразделяются на полнозначные (паўназначныя), неполнозначные (непаўназначныя) и междометия (выклічнік).
К полнозначным словам относятся имя существительное (назоўнік), имя прилагательное (прыметнік), имя числительное (лічэбнік), глагол (дзеяслоў) с двумя особыми формами: причастием (дзеепрыметнік) и деепричастием (дзеепрыслоўе), наречие (прыслоўе) и местоимение (займеннік). К глаголу также тесно примыкает категория предикативов. В рамках полнозначных слов иногда выделяется группа указательных слов (указальныя), которые не называет предмет, действие или количество, но только указывают на него — это местоимения, неопределённо-количественные числительные, некоторые наречия. Остальные полнозначные слова, обозначающие тот или иной предмет, процесс, действие или количество, называют знаменательными (знамянальныя).
К неполнозначным относятся слова, которые обозначают отношения между предметами, процессами и признаками. Это предлог (прыназоўнік), союз (злучнік), частица (часціца) и глаголы-связки (быць, стаць).
Описанные категории не охватывают всего лексического запаса белорусского языка, за пределами приведённой систематики остаются звукоподражания (гукаперайманні), часто сближаемые с междометиями, а также модальные слова — средства модальной оценки объективной реальности (відаць, магчыма).

#### Имя существительное
Для имени существительного характерно обобщённое значение предметности. Имя существительное в белорусском языке обладает категориями рода, числа и падежа. По лексическому значению существительные разделяются на имена собственные (уласнае імя) и нарицательные (агульнае імя). Имеется грамматическая категория одушевлённости.

#### Имя прилагательное
Имя прилагательное в белорусском языке обозначает признак предмета и выражает это значение в категориях рода, числа и падежа. Перечисленные морфологические категории имени прилагательного проявляются синтаксически и совпадают с морфологическими категориями существительного, к которому относится данное прилагательное. В зависимости от характера выражаемого признака предмета и грамматических особенностей имена прилагательные разделяются на качественные (якасныя) и относительные (адносныя).

#### Имя числительное
К имени числительному в белорусском языке относятся слова, обозначающие абстрактные числа, количества и порядковые номера предметов при перечислении. В современном белорусском языке числительные могут выражать отличительный признак (Ту-104, Апалон-10 и тому подобное).
В зависимости от структуры числительные подразделяются на следующие виды:
- простые (простыя) — числительные, имеющие один корень (тры, тысяча);
- сложные (складаныя) — числительные, которые выражены словами, состоящими из двух основ (пяцьдзесят, семсот);
- составные (састаўныя), которые выражены сочетанием двух и более простых либо сложных числительных (дваццаць пяць, чатыры восьмыя, дзевяць цэлых і пяць дзесятых).

По своему значению числительные делятся на три группы: количественные (колькасныя), сборные (зборныя) и порядковые (бел. парадкавыя).
Количественные числительные — наиболее типичная группа числительных, выражает абстрактные числа, количество единиц или дробных частей, количество предметов при счёте (шэсць, сем дзесятых, пяцьдзясят (турыстаў), шмат (начэй)). Данная категория включает три группы числительных:
- определённо-количественные (пэўна-колькасныя) числительные выражают точное целое количество единиц или однородных предметов. Данный тип числительных тесно связан с десятичной системой счисления. Основной лексический фонд определённо-количественных числительных включает 36 слов[102]: в его состав входят слова адзін (или его синоним раз, использующийся при счёте), простые числительные два, тры, чатыры, пяць, шэсць, сем, восем, дзевяць, дзесяць. Также простыми являются сорак и сто. С помощью суффиксов образуются названия чисел второго десятка (адзінаццаць, дванаццаць и т. д.), а также дваццаць и трыццаць. К сложным относятся числительные пяцьдзясят, шэсцьдзесят, семдзесят, восемдзесят, дзевяноста, а также обозначения сотен: дзвесце, трыста и т. д. Прочие числительные являются составными (сто трыццаць сем). Функции определённо-количественных числительных могут выполнять слова тысяча и мільён, для обозначения больших чисел используются термины мільярд, трыльён, квадрыльён и подобные[99].
- неопределённо-количественные (няпэўна-колькасныя) числительные обозначают неточное количество. К ним относятся такие слова, как мала, многа, нямала, зашмат, абы-колькі и подобные[99]. Значение неопределённо-количественных числительных в некоторых случаях могут приобретать определённо-количественные числительные (я яму сто разоў гаварыў), а в разговорной речи — слова процьма, безліч, багата и т. д[103].
- дробные (дробавыя) числительные обозначают не целые числа, но дробные и смешанные величины (адна шостая, дзевяць і адна сотая, нуль цэлых і сем сотых). Почти все дробные числительные являются составными, в которых количество частей выражается определённо количественными числительными (дзве сотыя), а названия частей — порядковыми (дзве сотыя). Также к дробным числительным относятся слова паўтара (паўтары) и паўтараста[104].

Сборные числительные в белорусском языке обозначают конкретное количество предметов как совокупность. Эта группа представлена в белорусском языке десятью словами: двое, трое, чацвёра, пяцёра, шасцёра, сямёра, васьмёра, дзевяцера, дзесяцера, абодва (абедзве). По аналогии могут быть образованы сборные числительные от других количественных числительных (дванаццацера, дваццацера), однако подобные слова не соответствуют литературной норме. Сборные числительные могут субстантивироваться (іх было трое). Сферой употребления сборных числительных преимущественно являются художественные, публицистические и разговорные стили речи.
Порядковые числительные обозначают место, номер предмета при перечислении (у пятым класе, на сотай вярсце). По значению и характеру образования порядковые числительные тесно связаны с определённо-количественными. По грамматическим и синтаксическим признакам порядковые числительные практически неотличимы от прилагательных, в некоторых источниках они рассматриваются как количественные прилагательные.
Система словоизменения числительных разнообразна. Почти все белорусские числительные склоняются, некоторые из них изменяются по родам и числам. Числительное адзін имеет формы всех трёх родов, а также единственного и множественного числа (адзін — адна — адно — адны). Числительное два имеет форму женского рода (дзве). Числительные тысяча, мільён и мільярд склоняются, как числительные. Числительные сорак и сто имеют только формы именительного и винительного (сарака, ста) падежей. Числительное дзевяноста сохраняет свою форму во всех падежах. В остальных сложных числительных при склонении изменяются обе части:
| Падеж        | пяцьдзясят    | дзвесце    |
| ------------ | ------------- | ---------- |
| Именительный | пяцьдзясят    | дзвесце    |
| Родительный  | пяцідзесяці   | двухсот    |
| Дательный    | пяцідзесяці   | двумстам   |
| Винительный  | пяцьдзясят    | дзвесце    |
| Творительный | пяццюдзесяццю | двумастамі |
| Местный      | пяцідзесяці   | двухстах   |

При склонении составных определённо-количественных числительных соответствующим образом изменяется каждое слово. Неопределённо-количественные числительные колькі, некалькі, столькі, гэтулькі склоняются, как прилагательные во множественном числе. Порядковые числительные склоняются, как прилагательные. У дробных числительных склоняются обе части, числитель — как количественное числительное, знаменатель — как порядковое. Числительное паўтара имеет форму женского рода паўтары, но не изменяется по падежам. Совпадает форма во всех падежей и у слова паўтараста.
Не все лексические единицы, имеющие числовое значение, относятся к числительным. Существительными являются слова двойка, тройка, пяцёрка, дзесятка, сотня, а также тузін (двенадцать единиц), капа (шестьдесят единиц). Также к существительным относятся палавіна (палова), трэць, чвэрць, васьмушка и подобные.

#### Местоимение
Местоимение — слово, которое указывает на предмет, явление или действие, но не называет их, а также служит для выражения вопроса про них. Таким образом, местоимение не имеет собственного предметно-логического значения и тем самым противопоставляется классу знаменательных слов.
В зависимости от того, какую часть речи заменяет местоименное слово, могут быть выделены следующие тематические классы: местоименное существительное (я, ты, хто, ніхто, нехта и т. д.), местоименное прилагательное (мой, такі, гэты, які, якісьці, які-небудзь, усякі, ніякі и т. д.), местоименное числительное (колькі, столькі, ніколькі, колькі-небудзь и т. д.) и местоименное наречие (калі, дакуль, дзесьці, дзе-небудзь и т. д.). Границы множества слов, считающихся местоимениями, не являются чётко определёнными, некоторые лингвисты (Потебня, Щерба) вовсе не выделяли местоимение отдельной частью речи, другие (Виноградов) относили к местоимениям только местоимения-существительные. В школьной практике к местоимениям относят местоименные существительные, прилагательные и числительные.
По семантическим основаниям местоимения разделяют на следующие разряды:
- личные местоимения (асабовыя), выражающие отношение персоны к тому, кто говорит[117] (я, мы, ты, вы, ён, яна, яно, яны);
- возвратное местоимение (зваротны) (сябе);
- притяжательные местоимения (прыналежныя), указывающие на принадлежность предмета некоторому лицу[118] (мой, твой, наш, ваш, свой, яго, яе, ix, разговорные іхні, ягоны, ейны, наскі);
- указательные местоимения (указальныя), которые непосредственно указывают на предмет или количество предметов[119] (гэты, той, такі, гэтакі, гэтулькі, столькі, разговорное гэткі);
- определительные местоимения (азначальныя), имеющие обобщённо-качественное или выделяющее значение[120] (сам, самы, уся, усё, усе, увесь, усякі, кожны, іншы, інакшы, разговорное ўсялякі);
- вопросительные местоимения (пытальныя), которые выражают желание говорящего выяснить что-то неизвестное[121] (хто?, што?, які?, каторы?, чый?, колькі?);
- относительные местоимения (адносныя), указывающие на отношение между придаточной и главной частью сложноподчинённого предложения. Внешне совпадают с вопросительными местоимениями и исторически происходят от них[122] (хто, што, які, каторы, чый, колькі);
- отрицательные местоимения (адмоўныя), которые указывают на полное отсутствие предмета как субъекта либо объекта действия[123] (ніхто, нішто, ніякі, нічы);
- неопределённые местоимения (няпэўныя), обозначающие неизвестные персоны или неопределённые предметы[123] (нехта, нешта, некаторы, нечы, абы-хто, абы-які, абы-чый, хтосьці, хто-небудзь, разговорные якісь, хтось, што и др.).

Неоднородно склонение местоимений: например, хто и што не имеют категории рода и числа; не выделяется род у личных местоимений я, ты, мы, вы. Возвратное местоимение сябе не имеет формы именительного падежа. При склонении многих местоимений наблюдается супплетивизм: я — мяне, ён — яго и тому подобное. Указательные, притяжательные, некоторые вопросительные, относительные и определительные (які, каторы, кожны, усякі) местоимения склоняются как прилагательное.
Указательный характер значения местоимений определяет и характер предложений, в которых местоимение используется. Такое предложение является несамостоятельным, поскольку его смысл может быть полностью понят только при наличии предшествующего предложения, в котором понятие (предмет, качество или процесс) передан полнозначным знаменательным словом. Использование местоимения связывает два предложения в единое синтаксическое целое. Таким образом, местоимение становится средством связи предложений в тексте. В предложении местоимения могут быть подлежащим, сказуемым, определением, дополнением и обстоятельством.

#### Глагол
Глагол — знаменательная часть речи в белорусском языке, обозначающая процесс, действие или состояние и выражающая их через морфологические категории вида (трыванне), залога (стан), наклонения (лад), времени (час), лица (асоба), переходности — непереходности (пераходнасць — непераходнасць) и возвратности — невозвратности (зваротнасць — незваротнасць). Также белорусский глагол имеет категория числа (лік), а в прошедшем времени и в условном наклонении — категорию рода (род).
Современная система форм глагола в белорусском языке включает четыре разряда: личные (спрягаемые) формы глагола, инфинитив, причастие и деепричастие. Среди общих черт, характерных для всех форм глагола, можно отметить общность лексического значения — так или иначе выраженная связь с действием, единообразие синтаксических связей (спілаваць пілой, спілую пілой, спілуй пілой, спілаваны пілой, спілаваўшы пілой), наличие категорий вида и залога.

#### Наречие
Наречия в белорусском языке — это слова, которые обозначают признак действия, качества или состояния.
В зависимости от характера выражения лексического значения наречия делятся на знаменательные (знамянальныя) и местоименные (займеннікавыя). Значение знаменательных наречий характеризуется конкретностью (добра, высока, нараўне, удваіх), тогда как местоименные наречия имеют обобщённое значение (па-мойму, па-свойму, тут, усюды, куды-небудзь, ніколі). Местоименные наречия связаны своим происхождением с местоимениями и разделяются на соответствующие группы (личные, возвратные, указательные, определительные, неопределённые и отрицательные).
По своему значению наречия делятся на обстоятельственные (акалічнасныя) и качественные (якасныя), иногда также выделяется группа качественно-обстоятельственных (якасна-акалічнасныя) наречий. К обстоятельственным наречиям относятся слова, передающие некоторые обстоятельства действия: наречия места (высока, здалёк, дзесьці, блізка), времени (вечарам, увосень, спачатку, давеку), причины (завошта, спрасоння, чамусьці) и цели (знарок, назло). Качественные наречия обозначают характеристику некоторого действия или признака (аддана, звонка, інакш, нараўне, па-свойму). К качественным относятся также количественные наречия (удвойчы, багата, дарэшты). Группа качественно-обстоятельственных наречий включает наречия образа действия (бягом, раптам, уброд), сравнения (кулём, роем, па-брацку) и совместности (утрох, гуртам, оптам).
Наречия — неизменяемая часть речи. Качественные наречия, образованные от качественных прилагательных, могут иметь формы обычной (звычайная), сравнительной (вышэйшая) и превосходной (найвышэйшая) степени сравнения.
По словообразовательной структуре выделяют мотивированные и немотивированные наречия. Мотивированные наречия являются производными от слова, относящегося к иной части речи, и семантически связаны с ним (скраю, ціха, утрое, бегма, по-свойму). Немотивированные наречия являются непроизводными (дзе, сюды). Среди стратегий словообразования наречия можно выделить аффиксацию (приставочный, суффиксальный и приставочно-суффиксальный способы), сложение (в том числе с суффиксацией) и адвербиализация (например, наречие чуць произошло от инфинитива, наречия гледзячы, лежачы, сумуючы — от деепричастий).
В словосочетаниях зависимые наречия примыкают к главному слову, как правило — к глаголу (доўга ехаць), прилагательному (вельмі прыгожы) или другому наречию (празмерна страката). В предложении наречие чаще всего выполняет роль обстоятельства (хутка ехаць). Если наречие относится к существительному, оно может выполнять роль определения (вёска злева). Субстантивированные наречия также могут быть подлежащим (прыйдзе светлае заўтра) и дополнениями (не дакучай сваімі «чаму»), отдельные наречия также могут входить в составное именное сказуемое (яна замужам).

#### Предлог
Предлог — служебная часть речи в белорусском языке. С помощью предлогов выражается связь между главным и зависимым словом в словосочетании с опосредованной подчинительной связью.
Предлоги являются неизменяемыми словами, часто не имеют ударения. По своему морфемному составу предлоги могут быть разделены на простые (состоящие из одной корневой морфемы: а, аб, без, пра и т. д.) и сложные (состоящие из нескольких предлогов: па-за, паміж, паміма, з-па-над).
Значение предлога определяется как синтаксическое отношение между главным и зависимым компонентами словосочетания. По характеру выражаемого предлого выражения выделяют следующие категории предлогов: пространственные (прасторавыя), временные (часавыя), объектные (аб'ектныя), замещения (замяшчальнасці), перехода из одного состояния в другое (пераходу з аднаго стану ў другі, трансгрэсіўныя), меры и степени (меры i ступені), атрибутивные (атрыбутыўныя), распределительные (размеркавальныя, дыстрыбутыўныя), принадлежности (прыналежнасці), генетические (генетычныя), сравнительные (параўнальныя, кампаратыўныя), способа действия (спосабу дзеяння), причинные (прычынныя), цели (мэтавыя) и приблизительности (прыблізнасці).

#### Союз
Союз — неполнозначная часть речи, служащая для связи синтаксических единиц (например, словосочетаний, частей сложного предложения или независимых предложений) и выявления смысловых и грамматических отношений между ними. Собственного лексического значения, грамматических категорий и форм изменения союзы не имеют.
По своему происхождению союзы подразделяются на производные (вытворныя) и непроизводные (невытворныя). К непроизводным относятся союзы, утратившие связь с другими частями речи и воспринимаемые как независимые слова (а, бо, але, каб и т. д.). Производными называются союзы, образованные от других частей речи: от местоимений (што, таму), наречий (як, калі), частиц (ці, жа, быццам, нібы), глаголов (хоць, хай), существительных (раз), сложных конструкций (затым, таму што, тым часам як, з прычыны таго што).
По своему составу союзы делятся на простые (однословные: а, або, ды, і, каб и т. п.) и составные (состоящие из двух и более слов, составляющих функционально-смысловое единство: таму што, у той час як и т. п.).
По характеру использования союзы делятся на три класса: одиночные (адзіночныя), которые не повторяются при однотипных синтаксических составляющих (a, але, ды); повторные (паўторныя), которые используются при каждом синтаксическом компоненте (то … то, ці … ці, не то … не то); парные (парныя) — составные союзы, части которых относятся к различным синтаксическим компонентам (калі … то, хоць … але, не толькі … але).
По функциональному значению выделяют два класса союзов: соединительные (злучальныя) и подчинительные (падпарадкавальныя). Соединительные союзы связывают равноправные синтаксические конструкции: однородные члены предложения, компоненты сложносочинённого предложения, однородные зависимые части сложноподчинённого предложения. Подчинительные союзы используются для связи синтаксически неравноправных компонентов.

#### Частица
Частицы — неполнозначные слова, функция которых заключается в выражении дополнительных смысловых и эмоционально-экспрессивных оттенков значения. Частицы не имеют собственного ярко выраженного лексического значения, поэтому обычно семантика этих слов характеризуется соответствующей модификацией значения единицы речи. Выделяют три группы частиц:
- выражающие оттенки смыслового значения: указательные (вось, вун, гэта и т. д.), определительно-уточняющие (якраз, менавіта, чыста, сапраўды и т. д.) и выделительно-ограничительные (толькі, хоць, выключна и т. д.);
- выражающие эмоции и экспрессию: усилительные (нават, дык, ужо, ж и т. д.) и восклицательные (вось, бач и т. д.);
- выражающие модальные и модально-волевые значения: утвердительные (так, але и т. д.), отрицательные (не, ні, ані и т. д.), вопросительные (хіба, ці, што за и т. д.), сравнительные (быццам, нібы и т. д.), выражающие вероятность (наўрад, наўрад ці, бадай и т. д.). Также в эту категорию включают модально-волевые частицы (бы, няхай, давай и т. д.), которые служат для образования наклонения глаголов. Иногда их выносят в отдельную, четвёртую группу частиц[144].

Большинство частиц (аж, ажно, бы, вось, нават и другие) не имеют фиксированной позиции в предложении и могут перемещаться. Степень свободы частиц разнится: например, слова нават, няўжо, ды обычно не встречаются в конце предложения, поскольку чаще всего размещаются перед языковой единицей, выделяемой коммуникативно посредством логического ударения. Среди частиц, для которых характерна фиксированная позиция в синтаксической конструкции, встречаются как препозиционные, так и постпозиционные. Например, утвердительная частица так и отрицательная не располагаются вначале предикативной конструкции. Проста, не, ні, ці, амаль размещаются перед словом, к которому они относятся, а жа, такі, сабе — после него.
Активное использование частиц характерно для разговорного стиля речи, а также для художественных и публицистических текстов.

#### Междометия
Междометия — неизменяемые слова, выражающие чувства и побуждения говорящего. В отличие от полнозначных слов, междометия не называют ощущения, но только сигнализируют о них.
По своей семантике междометия делятся на следующие категории:
- эмоциональные, которые выражают чувственную оценку окружающей реальности. Эта оценка может быть как позитивной (согласие, одобрение, удовлетворение, зачарованность: брава, слава богу, ура), так и негативной (насмешку, осуждение, недоверие: ай-яй-яй, тфу, эх). Многие эмоциональные междометия могут выражать как положительные, так и отрицательные эмоции: ай, жах, божа мой;
- волеизъявительные (побудительные, императивные[149]), выражающие просьбу или приказ (гайда, стоп, марш), требование внимания или тишины (ша, цсш, алё), просьбу о помощи (каравул), подзыв или отгон животных (кось-кось, кыш);
- междометия этикета, выражающие приветствие, прощание, благодарность, вежливое обращение.

В тексте междометия либо выступают отдельными предложениями, либо занимают изолированную позицию внутри предложения, не являясь его членом и не вступая в связь с остальными словами. При переходе междометия в другую часть речи оно может играть роль главного или дополнительного члена предложения (подлежащего: Грымнула магутнае «ура!»; сказуемого: Там рыба — ого-го!; дополнения: пачуе ў лесе знаёмае «но!»).

### Лексика
Белорусский язык по своему лексическому составу генетически близок к русскому языку, поэтому в русском и белорусском языках имеется большое количество слов со схожим значением и звучанием (чалавек — человек, гаварыць — говорить, зелёный — зялёны, третий — трэці и тому подобное). Основной пласт лексики современного белорусского языка составляют слова, сохранившиеся со времён праславянского и древнерусского языков. Среди них можно выделить следующие группы слов:
- человек и части человеческого тела (чалавек, людзі, барада, бядро, грудзі, зубы, косць, рука, сэрца, язык);
- родственные отношения и группы людей (род, народ, племя, брат, сястра, дзед, дзядзя, зяць, маці, удава, цесць);
- дикие и приручённые животные, птицы, рыбы, насекомые и прочие живые существа (алень, аўца, бобр, бык, вепр, вол, воўк, выдра, жарабя, заяц, конь, карова, кот, куніца, крот, свіння, цяля, ягня, рыба, сом, язь, верабей, аса, жаба, камар, муха, пчала, чарвяк);
- растения (авёс, жыта, проса, хмель, яблыня, дуб, каліна, бяроза, ясень, асіна);
- сельскохозяйственные орудия (барана, каса, серп, сякера, цэп);
- пища и напитки (варыва, віно, піва, квас, кісель, каша, мяса);
- постройки (дом, клець, сені, буда);
- явления природы (агонь, бура, віхор, вецер, воблака, град, гром, шэрань, мароз, імгла, снег, лёд);
- металлы и минералы (вапна, волава, жалеза, медзь, золата, срэбра, гліна, крэмень);
- военные термины (полк, вайна, лук, страла, дзіда);
- периоды времени (час, год, месяц, тыдзень, зіма, лета, вясна, восень);
- действия и процессы (браць, бегаць, вазіць, дыхаць, спаць, стаяць, есці);
- абстрактные понятия, связанные с человеком (бяда, віна, воля, вера, гвалт, дума, каханне, здароўе, міласць, мір, праўда, праца, радасць, слава, чэсць);
- качественные характеристики (верны, вясёлы, глухі, новы, просты, чысты, ясны)

Группа слов, используемых в белорусском языке и имеющих славянское происхождение, в других языках не используется либо носит архаичный характер: вежа — башня, волат — исполин, вабіць — привлекать, астрог — тюрьма, абыраць — смиряться, сябра — приятель, гаспадар — хозяин и другие.
Примерно с XIII века белорусский язык формируется и развивается как самостоятельный язык. Отдельный слой лексики современного языка составляют слова, которые зародились в этот период. Основная масса этих слов образована на базе общеславянских корневых морфем с использованием различных аффиксов: дрывотня — хранилище дров, золак — утренняя заря, абалонка — оконное стекло, снеданне — завтрак, ветразь — парус, скарынка — корка, падарожжа — путешествие и т. д.
Более десяти языков мира являются источниками заимствований белорусского языка, в частности польский, немецкий и литовский языки.
Наиболее активное участие в расширении лексического состава белорусского языка играет русский язык, откуда заимствованы многие группы слов, относящиеся к экономике, культуре, науке, промышленности и другим сферам общественной жизни. Большое количество лексических единиц представляет собой кальку с соответствующих русских слов (сямігодка — семилетка, прадпрыемства — предприятие, адказнасць — ответственность, удзельнік — участник, ажыццяўляць — осуществлять и подобные). В XX веке через русский язык в белорусский попадают англицизмы, слова французского, испанского, немецкого, голландского происхождения.
Интенсивные отношения с литовцами, обусловленные географическим соседством и многовековым сосуществованием в одном государстве, стали причиной формирования в белорусском языке пласта лексики литовского происхождения. Из литовского языка в белорусский язык пришли такие слова, как клуня, свіран, аруда, гірса, намітка, рымсціць, рупець, жуда, груца. Литовское происхождение имеют некоторые белорусские топонимы: Ашмяны, Гудагай, Жупраны, Юрацішкі, Лукша и т. д.
Развитие белорусского языка в условиях белорусско-польского двуязычия на протяжении почти четырёхсот лет стало одной из причин большого количества полонизмов в белорусском языке, особенно интенсивно польская лексика заимствовалась после Люблинской унии и образования Речи Посполитой. Польское происхождение имеют такие слова, как блакітны, енчыць, слуп, наконт, сукенка, недавярак, відэльцы, знянацку, вяндліна, ксёндз, парэнчы, пэндзаль, дашчэнту. Через польский язык в белорусский проникли многие латинизмы; со второй половины XVI века в связи с расширением роли латыни в общественной и культурной жизни на территории Беларуси белорусский язык обогатился и прямыми заимствованиями. В современном языке латинское происхождение имеют термины, относящиеся к общественно-политической и социально-экономической сферам жизни, науке, образованию, искусству (адміністрацыя, дакумент, камісія, сакратар, статут, арэнда, ганарар, кааперацыя, кантракт, эканомія, медыцына, прафесар, студэнт, экзамен, верш, колер, літара, нота, арнамент, тэкст, фабула и т. д.). В XVI—XVII веке из польского в белорусский проникли также слова итальянского (капітан, карэта, коўдра, лімон, палац, салата), французского (візіт, драгун, канвой, карабін, марш, мушкет, партфель), чешского (брама, гарцаваць, каптур, мяшчанін, праца) и венгерского (гайдук, гусар, магерка, шарэнга) происхождения.
Германизмы в состав белорусской лексики попадали через немецких торговцев, ремесленников и военных специалистов, которые приглашались в Великое Княжество Литовское. Среди современных германизмов белорусского языка слова, относящиеся к ремёслам, строительству, военному делу, торговле: кафель, сталь, штаба, майстар, кошт, фунт, ланцуг, ліхтар, бровар, цэгла, фарба, пляц, дах, крама, цэбар, цыбуля, варта, муляр.
В XIV—XVII веках белорусский язык пополнялся лексикой тюркского происхождения в результате контактов населения территории Беларуси с представителями тюркских народов, а также через русский, украинский и польский языки. С того времени сохранились тюркизмы, относящиеся преимущественно к бытовой сфере (аршын, атлас, барсук, барыш, каўпак, кафтан, харч, шаравары и т. д.).

#### Словообразование
Белорусский язык характеризуется развитой системой средств словообразования. Производные слова могут образовываться от одной либо нескольких основ. Образование новых слов от одной основы может быть осуществлено следующими способами:
- суффиксальный — добавление к основе суффикса либо суффикса и окончания (высокі — высок-а, жнуць — жн-ів-а);
- нульсуффиксальный — частный случай суффиксации, заключающийся в добавлении к основе нулевого суффикса и окончания (скакаць — скок-∅-і);
- префиксальный — добавление к целому слову приставки (фашыст — анты-фашыст, высокі — не-высокі);
- префиксально-суффиксальный — одновременное добавление к основе приставки и суффикса с окончанием (мора — за-мор-ск-і);
- префиксально-нульсуффиксальный — одновременное добавление к основе приставки и нулевого суффикса с окончанием (вус — бяз-вус-∅-ы);
- постфиксальный — добавление к слову постфикса (хто — хто-небудзь, збяру — збяру-ся);
- суффиксально-постфиксальный — одновременное добавление к слову суффикса и постфикса (брат — брат-ац-ца);
- префиксально-постфиксальный — одновременное добавление к слову приставки и постфикса (хадзіць — на-хадзіц-ца) ;
- субстантивация — переход прилагательных и причастий в существительные (вартавы, марожанае);
- адъективация — переход деепричастий в разряд прилагательных (рашаючы, рухомы).

Среди способов словообразования с участием нескольких основ в белорусском языке отмечаются следующие:
- сложение — объединение основы первого слова и целого второго слова без участия суффиксов. Между компонентами используется интерфикс, в том числе нулевой. Примеры: цар-звон, жалезабетон, глуханямы;
- сложение с суффиксацией — объединение двух основ в одно слово с помощью интерфикса и суффикса (байкапісец, сыраварня);
- сложение с нулевой суффиксацией — объединение двух основ в одно слово с помощью интерфикса и нулевого суффикса (хлебароб, пустамеля);
- сращение — слияние компонентов словосочетания в единое целое (глыбока паважаны — глыбокапаважаны, вечна зялёны — вечназялёны);
- аббревиация — формирование аббревиатур (БелАЗ, медсястра).

Наибольшей продуктивностью отличается суффиксальное словообразование.

### Учебники
- Михневич А. Русско-белорусский разговорник —Мн. : Вышэйшая школа, 1991. — ISBN 5-339-00582-8.
- Кривицкий А., Михневич А., Подлужный А. Белорусский язык. Для говорящих по-русски — Мн. : Вышэйшая школа, 2008. — ISBN 978-985-06-1495-7.
- Павловская Н. Ю. и др. Белорусский язык для стран СНГ — Москва : МГЛУ, 2012. — ISBN 978-5-88983-474-8.

- Аудиоуроки белорусского языка

### Словари
- Поиск слова по словарям белорусского языка
- verbum.by Этимологический, исторический и др.
- Белорусские словари
- Малы беларуска-беларускі слоўнік сэксуальных паняццяў // Наша Нива
- Белорусский переводчик онлайн